# ألكسندر كوفاتشيفيتش
ألكسندر كوفاتشيفيتش (بالصربية: Александар Ковачевић)‏ هو لاعب كرة قدم صربي في مركز الوسط، ولد في 9 يناير 1992 في بلغراد في صربيا. شارك مع منتخب صربيا تحت 21 سنة لكرة القدم. أما مع النوادي، فقد لعب مع النجم الأحمر بلغراد وسبارتاك سوبتيتسا وليخيا غدانسك.

## وصلات خارجية
- ألكسندر كوفاتشيفيتش على موقع قاعدة بيانات كرة القدم.إي يو (الإنجليزية)
- ألكسندر كوفاتشيفيتش على موقع Soccerway.com (الإنجليزية)
- ألكسندر كوفاتشيفيتش على موقع AS.com (الإسبانية)